# Angélique Paulet
Angelique Paulet, född 1592, död 1651, var en fransk sångare och skådespelare. Hon var vän till salongsvärden Catherine de Vivonne, markisinnan de Rambouillet och är känd som en del av centralfigurerna i Rambouillets berömda litterära salong, där hon kallades La Lionne och La Belle Lionne.
Angelique Paulet ska ha uppmärksammats av Henrik IV av Frankrike strax före hans död 1610. Hon beskrivs som en stolt blondin och fick genom sin hårfärg namnet "Den vackra Lejoninnan". Hon var känd för sina dramatiska begåvning och sångröst och tillägnades många dikter av samtida poeter; hon brukade spela luta och sjunga för salongens gäster.   